# Estancia Jesuítica La Candelaria
La Estancia Jesuítica La Candelaria integra un complejo histórico-arquitectónico declarado Patrimonio Cultural de la Humanidad el 29 de noviembre  de 2000 junto a la Manzana Jesuítica de Córdoba y las estancias de Santa Catalina, Jesús María, Caroya y Alta Gracia. Con anterioridad, la Comisión Nacional de Museos y de Monumentos y Lugares Históricos con fecha 25 de octubre de 1941, la había declarado Monumento Histórico Nacional, y el gobierno de la Córdoba que había adquirido lo edificado con un terreno de 7 has en 1982, la incluyó entre sus bienes protegidos por Decreto Nº 69 del 2 de febrero de 2000. 
Está localizada en plena área serrana, en una planicie ondulada de altura denominada Pampa de San Luis, al norte de las estribaciones de las Sierras Grandes y a 1.200 metros sobre el nivel del mar, en el Departamento Cruz del Eje. Está ubicada a 230 km al noroeste de la ciudad de Córdoba y a 74 km de la ciudad de Cruz del Eje.
Desde Cruz del Eje se puede llegar a esta estancia jesuítica tomando la Ruta Nac. 38 hasta Villa de Soto, luego por la Ruta Prov. 15 hasta la localidad de La Higuera, y desde allí por el camino de tierra. Desde La Candelaria se puede tomar un camino hacia el este a Characato y La Falda, en el Valle de Punilla, u otro que tenga rumbo sur y que, atravesando la Pampa de San Luis llega hasta la Ruta Prov. 28 que une Tanti con Taninga.

## Historia
El capitán García de Vera Mujica, recibió en 1619 por merced real, de manos del gobernador Quiñones Osorio, las tierras que se extendían junto al río Guamanes hasta la cordillera de Achala, que constituyeron el origen de lo que se conoce como estancia y potreros de La Candelaria.
Al morir García de Vera Mujica en 1646, su hijo mayor, Francisco Javier, hereda sus tierras y bienes, a los que unió una merced de tierras recibidas al sur de los Guamanes hasta el Cerro Grande de Achala con dos leguas a cada banda del río.
En 1683, a los 65 años, Francisco Javier de Vera Mujica y Bustamante –que alternó toda su vida las tareas rurales con una gran variedad de obligaciones públicas en la ciudad de Córdoba– dona ante el escribano de su Majestad Antonio Quijano de Velazco, la mayor parte de las tierras que poseía al noviciado de la Compañía de Jesús, con una extensión aproximada de 55.000 hectáreas. 
Un año después la orden incorpora, también por donación de Vera Mujica y Bustamante, las tierras de Polotosacate, con lo que completaría los campos que integraron la Estancia La Candelaria: desde Soto hasta la merced de tierras de San Antonio de la sierra de Achala. Quedaba así formada una de las mayores concentraciones de tierra de la época, con un único propietario. En 1754 tenía aproximadamente doce leguas de norte a sur y cuatro leguas y media de este a oeste, según la mensura del Capitán Francisco de Medina, la más antigua que se conoce. Constituía un latifundio de alrededor de 135.000 hectáreas.

## Relevamiento arquitectónico

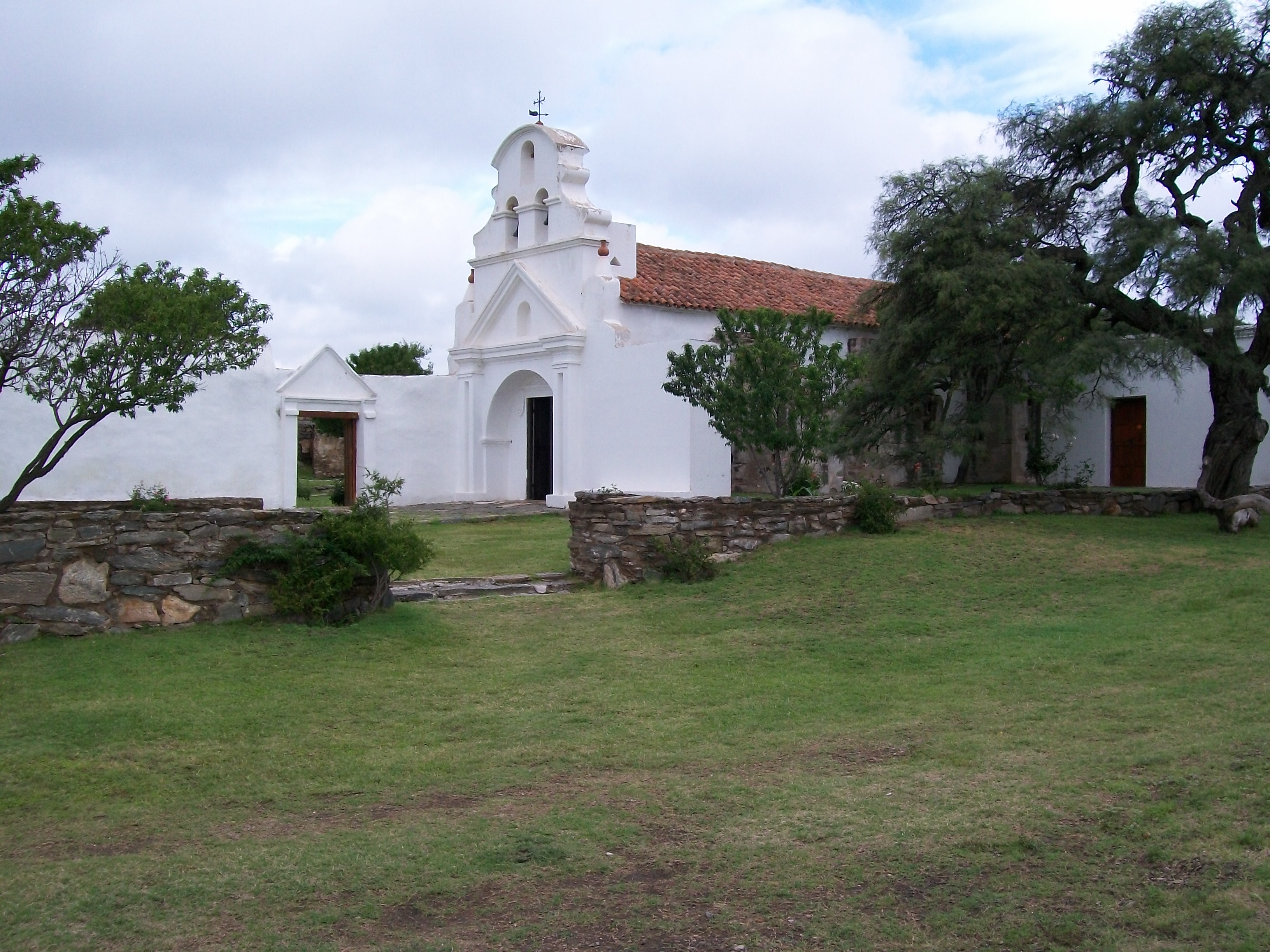
Vista general de la capilla

Al tomar posesión de las tierras en 1683, los jesuitas se afincaron junto al río Guamanes, ampliando las construcciones existentes, edificando el casco de la estancia, que resultó un ejemplo notable de establecimiento rural serrano, productor de ganado mular destinado al tráfico comercial con el Alto Perú.
Se trata de una tipología única en Córdoba identificada por su aspecto cerrado, organizado en torno a un patio central rectangular, uno de cuyos lados es la iglesia; a él se accede por un portón lateral ubicado sobre el atrio. Se destaca la presencia de la iglesia, con su fachada rematada por una notable espadaña de tres aberturas coronada por un perfil de líneas curvas que identifica al conjunto en el paisaje serrano. 
Posee características que la asemejan a un fuerte con capilla. Está edificada en cuadro cerrado, en forma amurallada. Tiene un primer patio lateral a la iglesia, rodeado de las habitaciones que constituyen el convento, y un segundo patio en torno del cual se desarrollan los talleres y depósitos, las cuadras y corrales. Luego vienen el tajamar, la atahona, el horno y  la huerta. Al frente de la capilla, después del atrio, había una larga fila de ranchos albergaban a la gente de trabajo.
Sobre el atrio sobreelevado, forman ángulo recto la portada del convento y la fachada de la capilla, con adornos simples y bien proporcionados. La puerta principal de algarrobo de dos hojas, está enmarcada por un perfecto arco de medio punto que genera un pequeño porche sobre el cual y hacia el interior se encuentra la tribuna del coro. Dos columnas sencillas, planas, sostienen un tímpano en cuyo eje central se destaca una hornacina que alojaba una talla de la virgen titular, patrona de los mineros. La celebración en honor a la patrona de la estancia, Nuestra Señora de la Candelaria, se festeja el día 2 de febrero de cada año. 
Las gruesas paredes se completan con importantes contrafuertes, todo ello construido a la usanza jesuítica: piedra canteada, combinada con ladrillos cocidos asentados en cal en sucesivas hiladas. Al coro y campanario se llega por una escalera exterior que se encuentra en el patio principal.